# About a Girl (Nirvana)
About a Girl è una canzone del gruppo grunge statunitense Nirvana, originariamente inserita come terza canzone del loro album d'esordio, Bleach, pubblicato nel 1989. È stata pubblicata come singolo solo nel 1994, in occasione dell'uscita dell'album acustico dal vivo MTV Unplugged in New York.

## Descrizione
Secondo la biografia di Micheal Azerrad, Come as You Are: The Story of Nirvana, Cobain scrisse la canzone dopo un intero pomeriggio passato ad ascoltare Meet the Beatles!. In quei tempi, Cobain cercava di reprimere il suo istinto a scrivere canzoni pop, ed era riluttante a includere la canzone in Bleach. "Mettere una stridente canzone pop in stile R.E.M. in un album grunge era rischioso" ammise nel 1993 in un'intervista a Rolling Stone.
Comunque, il produttore di Bleach, Jack Endino, era eccitato riguardo alla canzone, e lo vedeva come un potenziale singolo. Anni dopo, Butch Vig, che produsse Nevermind, album che portò i Nirvana ad essere conosciuti in tutto il mondo, avrebbe voluto citare About a Girl come segno che i Nirvana non avevano solo propensione al grunge. "Tutti parlano della relazione amorosa di Kurt con l'intera scena punk, ma è stato anche un grande fan dei Beatles, e più tempo passammo insieme, più si vide l'ovvia influenza che avevano sulle canzoni" raccontò Vig a NME nel 2004.
About a Girl venne registrata per Bleach nel 1988 da Endino a Seattle, Washington. Rimane una delle poche canzoni che i Nirvana continuarono a suonare fino alla morte di Cobain nel 1994. La versione acustica nell'MTV Unplugged, registrata nel 1993 e poi inclusa nell'album postumo MTV Unplugged in New York, è forse la versione più conosciuta della canzone. La registrazione dal vivo della canzone appare anche nel gioco Guitar Hero World Tour. La versione studio appare nei contenuti scaricabili per la serie Rock Band.

### Significato
Secondo Chad Channing, batterista dei Nirvana ai tempi di Bleach, Cobain non aveva un titolo da dare alla canzone quando la portò in studio. Quando gli chiese cosa riguardasse, Cobain rispose "It's about a girl" ("Riguarda una ragazza"). La ragazza in questione era Tracy Marander, l'allora ragazza di Cobain, con cui viveva in quei tempi. Tracy aveva chiesto a Cobain perché non avesse mai scritto una canzone per lei, e Cobain rispose con About a Girl. La canzone era rivolta alla difficile relazione della coppia, causata dal rifiuto di Cobain di trovare un lavoro o di condividere spese per la pulizia al loro appartamento (dove c'erano molti animali domestici). Cobain non aveva mai detto a Marander che aveva scritto About a Girl per lei. Nel documentario del 1998 di Nick Broomfield, Kurt And Courtney, Marander rivelò di averlo scoperto solo dopo aver letto Come as You Are: The Story of Nirvana.

### Altre versioni
Una versione live di About a Girl, registrata nel 1990, appare nel singolo Sliver del 1990 come B-side. Cobain successivamente espresse il suo imbarazzo nell'aver incluso quella versione nel singolo, giudicandola "stridente" nella "versione meno interessante". In quel tempo i Nirvana stavano passando dall'etichetta Sub Pop alla major Geffen Records.
Un'altra versione, registrata nel 1991, appare nel DVD del 1994 Live! Tonight! Sold Out!!.
Una versione demo appare nel box set del 2004 With the Lights Out e nella raccolta Sliver - The Best of the Box. La versione di Bleach venne ripubblicata nel 2002 nell'album "best of", Nirvana.

## Tracce
La versione live acustica di About a Girl era il solo singolo dell'album MTV Unplugged in New York e raggiunse la prima posizione nella classifica Modern Rock Tracks di Billboard solo nel tardo 1994. 5000 copie in edizione limitata vennero vendute in Australia. Un singolo standard venne venduto in Europa. Il singolo conteneva le seguenti tracce:
1. About a Girl (Cobain)
2. Something in the Way (Cobain)

## Classifiche
| Classifica (1994)             | Posizione massima |
| ----------------------------- | ----------------- |
| Australia                     | 4                 |
| Belgio (Fiandre)              | 13                |
| Canada                        | 10                |
| Finlandia                     | 8                 |
| Francia                       | 23                |
| Italia                        | 21                |
| Paesi Bassi                   | 22                |
| Stati Uniti (alternative)     | 1                 |
| Stati Uniti (mainstream rock) | 3                 |
| Stati Uniti (pop)             | 29                |
| Stati Uniti (radio)           | 22                |
| Svezia                        | 20                |

## Cover
- About a Girl è stata suonata come cover dal gruppo Cibo Matto.
- Secondo il sito ufficiale dei Foo Fighters, l'ex batterista dei Nirvana e ora cantante e frontman dei Foo Fighters Dave Grohl, ha suonato la canzone come cover durante una sessione di studio con il produttore Barrett Jones.
- Anche i Puddle of Mudd hanno eseguito una cover della canzone.
- La cantante brasiliana Cibelle ha pubblicato un EP intitolato About a Girl con una cover del brano.
- Nel 2006 è uscita in Giappone All Apologies, una compilation di tributo ai Nirvana con tredici cover interpretate da artisti nipponici. Fra queste, About a Girl è stata reinterpretata dagli Art-School.